# John Hencken
John Hencken (Culver City, 29 maggio 1954) è un ex nuotatore statunitense.
Specializzato nella rana, nella sua carriera ha conquistato cinque medaglie olimpiche, di cui tre d'oro. Ha inoltre abbassato più volte il limite mondiale sia dei 100 che dei 200 m rana.
Nel 1988 è stato inserito tra i membri dell'International Swimming Hall of Fame.